# Verisk Analytics
Verisk Analytics est une entreprise financière américaine, dont le siège social est basé à Jersey City, spécialisée dans la gestion du risque pour les compagnies d'assurances.

## Histoire
En mars 2015, Verisk acquiert Wood Mackenzie, une entreprise britannique spécialisée dans le traitement des données pour l'industrie énergétiques, pour 1,85 milliard de livres.  